# فرانك رايت (لاعب رماية)
فرانك رايت (بالإنجليزية: Frank Wright)‏ هو لاعب رماية أمريكي، ولد في 26 ديسمبر 1878 في South Wales, New York ‏ في الولايات المتحدة، وتوفي في 13 فبراير 1931 في بوفالو في الولايات المتحدة.

## وصلات خارجية
- فرانك رايت على موقع أوليمبيديا (الإنجليزية)